# Omacicze

Omacicze podpisane perimetrium.

Omacicze, błona surowicza macicy (łac. perimetrium, tunica serosa uteri) – błona surowicza stanowiąca część otrzewnej, która pokrywa tylną powierzchnię odcinka nadpochwowego szyjki, cieśń, trzon, dno macicy oraz przednią powierzchnię trzonu, skąd nie dochodząc do szyjki macicy na wysokości cieśni przechodzi na pęcherz moczowy. Omacicze jest zbudowane z nabłonka jednowarstwowego płaskiego (mesothelium) i położone jest na cienkiej warstwie tkanki łącznej włóknistej, która przechodzi z jednej strony w tkankę luźną więzadła szerokiego macicy, a z drugiej łączy się z błoną mięśniową macicy.